# What We Started
«What We Started» (с англ. — «То, что мы начали») — американский документальный фильм об электронной танцевальной музыки режиссера Берта Маркуса. 
Премьера фильма состоялась 15 июня 2017 года на Лос-Анджелесском кинофестивале. 1 июля 2018 года фильм вышел на Netflix.

## О фильме
Фильм представляет из себя десятилетнюю хронику электронной танцевальной музыки. В основном фильм сосредоточен на карьере Карла Кокса и Мартина Гаррикса. В фильме приняли участие такие артисты как Эрик Морилло, Моби, Дэвид Гетта, Стив Анджелло, Афроджек, Tiësto, Ашер и Эд Ширан . Фильм состоит из интервью с артистами которые наиболее связаны с EDM

## В ролях
- Карл Кокс
- Чип Эберхарт
- Дэвид Гетта
- Эд Ширан
- Эрик Морилло
- Луис Вега
- Мартин Гаррикс
- Пол Окенфолд
- Пит Тонг
- Стив Анджелло
- Тиесто
- Ашер Рэймонд

## Рецензии
На веб-сайте Rotten Tomatoes фильм имеет рейтинг одобрения 80% на основе 15 отзывов. Средняя оценка составила 7,3/10.